# 森脇秀幸
森脇 秀幸（もりわき ひでゆき、1985年11月7日 - ）は、日本のラグビー選手。

## プロフィール
- 大阪府大阪市出身。
- ポジションはスタンドオフ(SO)。
- 身長 177cm、体重 84kg
- ニックネームはヒデ。
- 高校日本代表、U19日本代表、関東代表に選ばれたことがある[1]。

## 来歴
ラグビーを始めた動機は兄の影響から。
2004年、東海大仰星高校卒業後、東海大学に入学する。なお東海大仰星高校時代、高校日本代表に選ばれたことがある。
また、U19日本代表にも選ばれ、U19ラグビーワールドカップで最高成績となる7位に貢献した。
尚、当時のメンバーには五郎丸歩、堀江翔太などもいた。
2007年、東海大学体育会ラグビーフットボール部の副将に就任した。
大学4年時には寮の同部屋にリーチマイケルもいた。
2008年、東海大学卒業後、クボタスピアーズに加入。同年10月18日に行われたジャパンラグビートップリーグ第5節のコカ･コーラウエストレッドスパークス戦に途中出場で公式戦初出場を果たした。
2019年、クボタスピアーズを退団した。